# Okręgowe rozgrywki w piłce nożnej woj. rzeszowskiego (1960)
Rozgrywki okręgowe w województwie rzeszowskim w sezonie 1960.

## Ligi centralne
Drużyny z województwa rzeszowskiego występujące w ligach centralnych i makroregionalnych: 
- I liga - brak
- II liga - Legia Krosno, Stal Mielec oraz Stal Rzeszów

## Klasa okręgowa
Trzeci poziom rozgrywek

### Rzeszów
| Poz. | Klub              | M  | Pkt. | Mecze | Mecze | Mecze | Bramki | Bramki |
| Poz. | Klub              | M  | Pkt. | zwy.  | rem.  | por.  | zdob.  | stra.  |
| ---- | ----------------- | -- | ---- | ----- | ----- | ----- | ------ | ------ |
| 1    | Resovia           | 22 | 38   | 18    | 2     | 2     | 52     | 18     |
| 2    | Krośnianka Krosno | 22 | 26   | 11    | 4     | 7     | 36     | 21     |
| 3    | Czuwaj Przemyśl   | 22 | 23   |       |       |       | 45     | 29     |
| 4    | Stal Dębica       | 22 | 22   |       |       |       | 37     | 32     |
| 5    | JKS Jarosław      | 22 | 22   |       |       |       | 37     | 37     |
| 6    | Polonia Przemyśl  | 22 | 21   |       |       |       | 34     | 32     |
| 7    | Walter Rzeszów    | 22 | 21   |       |       |       | 24     | 31     |
| 8    | Stal Stalowa Wola | 22 | 20   |       |       |       | 27     | 28     |
| 9    | Górnik Gorlice    | 22 | 19   |       |       |       | 34     | 18     |
| 10   | Stal Ib Mielec    | 22 | 18   |       |       |       | 27     | 35     |
| 11   | Stal Ib Rzeszów   | 22 | 18   | 6     | 6     | 10    | 24     | 40     |
| 12   | Polna Przemyśl    | 22 | 16   | 6     | 4     | 11    | 26     | 44     |

| Legenda:                      |
| eliminacje o awans do II ligi |
| degradacja do klasy A         |

- Triumfator rozgrywek zakwalifikował się do eliminacji o II ligę, a dwie ostatnie drużyny zostały zdegradowane do klasy A[1].
- Klasyfikacja strzelców: 1. Tadeusz Pudrzyński (Krośnianka) – 17 goli, 2. Maksymilian Komurkiewicz (Górnik) i Edward Kwiatkowski – 14 goli (ex aequo)[2].

## Klasa A
Czwarty poziom rozgrywek

### Rzeszów

#### Grupa I (Południowa)
| Poz. | Klub                        | M  | Pkt. | Mecze | Mecze | Mecze | Bramki | Bramki |
| Poz. | Klub                        | M  | Pkt. | zwy.  | rem.  | por.  | zdob.  | stra.  |
| ---- | --------------------------- | -- | ---- | ----- | ----- | ----- | ------ | ------ |
| 1    | Stal Dęba                   | 22 | 34   |       |       |       | 70     | 30     |
| 2    | Sanoczanka Sanok            | 22 | 30   |       |       |       | 61     | 27     |
| 3    | Wisłoka Dębica              | 22 | 28   |       |       |       | 52     | 34     |
| 4    | Czarni Jasło                | 22 | 26   |       |       |       | 67     | 44     |
| 5    | Lechia Sędziszów Małopolski | 22 | 25   |       |       |       | 44     | 47     |
| 6    | Legia Ib Krosno             | 22 | 24   |       |       |       | 52     | 52     |
| 7    | Start Rymanów               | 22 | 23   |       |       |       | 57     | 51     |
| 8    | Gryf Mielec                 | 22 | 22   |       |       |       | 42     | 49     |
| 9    | Stal Ib Dębica              | 22 | 17   |       |       |       | 45     | 51     |
| 10   | Nafta Jedlicze              | 22 | 14   |       |       |       | 44     | 67     |
| 11   | Nafta Jasło                 | 22 | 12   |       |       |       | 33     | 63     |
| 12   | Walter Ib Rzeszów           | 22 | 8    |       |       |       | 27     | 68     |

| Poz. | Klub                 | M  | Pkt. | Mecze | Mecze | Mecze | Bramki | Bramki |
| Poz. | Klub                 | M  | Pkt. | zwy.  | rem.  | por.  | zdob.  | stra.  |
| ---- | -------------------- | -- | ---- | ----- | ----- | ----- | ------ | ------ |
| 1    | Unia Sarzyna         | 22 | 34   |       |       |       | 107    | 22     |
| 2    | Stal Gorzyce         | 22 | 32   |       |       |       | 56     | 28     |
| 3    | Orzeł Przeworsk      | 22 | 28   |       |       |       | 58     | 36     |
| 4    | Siarka Tarnobrzeg    | 22 | 27   |       |       |       | 51     | 35     |
| 5    | LZS Żurawica         | 22 | 25   |       |       |       | 53     | 46     |
| 6    | Stal Łańcut          | 21 | 20   |       |       |       | 50     | 31     |
| 7    | LZS Przybyszówka     | 22 | 20   |       |       |       | 56     | 56     |
| 8    | LZS Przedmieście     | 22 | 19   |       |       |       | 36     | 53     |
| 9    | Sparta Leżajsk       | 22 | 17   |       |       |       | 31     | 60     |
| 10   | Stal Ib Stalowa Wola | 22 | 16   |       |       |       | 38     | 62     |
| 11   | Polonia Ib Przemyśl  | 22 | 13   |       |       |       | 45     | 75     |
| 12   | San Rozwadów         | 21 | 11   |       |       |       | 39     | 77     |

| Poz. | Klub                 | M  | Pkt. | Mecze | Mecze | Mecze | Bramki | Bramki |
| Poz. | Klub                 | M  | Pkt. | zwy.  | rem.  | por.  | zdob.  | stra.  |
| ---- | -------------------- | -- | ---- | ----- | ----- | ----- | ------ | ------ |
| 1    | Unia Sarzyna         | 22 | 34   |       |       |       | 107    | 22     |
| 2    | Stal Gorzyce         | 22 | 32   |       |       |       | 56     | 28     |
| 3    | Orzeł Przeworsk      | 22 | 28   |       |       |       | 58     | 36     |
| 4    | Siarka Tarnobrzeg    | 22 | 27   |       |       |       | 51     | 35     |
| 5    | LZS Żurawica         | 22 | 25   |       |       |       | 53     | 46     |
| 6    | Stal Łańcut          | 21 | 20   |       |       |       | 50     | 31     |
| 7    | LZS Przybyszówka     | 22 | 20   |       |       |       | 56     | 56     |
| 8    | LZS Przedmieście     | 22 | 19   |       |       |       | 36     | 53     |
| 9    | Sparta Leżajsk       | 22 | 17   |       |       |       | 31     | 60     |
| 10   | Stal Ib Stalowa Wola | 22 | 16   |       |       |       | 38     | 62     |
| 11   | Polonia Ib Przemyśl  | 22 | 13   |       |       |       | 45     | 75     |
| 12   | San Rozwadów         | 21 | 11   |       |       |       | 39     | 77     |

- Od 1957 do 1960 w rozgrywkach ligowych uczestniczył zespół RKS Sanoczanka, powstały w wyniku fuzji KS Górnik Sanoczanka Sanok i ZKS Stal Sanok.
- Tabela Grupy II nie uwzględnia meczu Stal Łańcut – San Rozwadów z ostatniej kolejki, który został odwołany, lecz w późniejszych wydaniach dziennika „Nowiny Rzeszowskie” nie opublikowano wyniku tego spotkania. Tym niemniej, wobec zdobyczy punktowej i bramkowej tychże zespołów nie wydaje się możliwe, aby wynik tego meczu zmienił ich pozycję w tabeli.
- Do wyższej klasy ligowej, rozgrywanej od tego czasu systemem jesień-wiosna, awansowali triumfatorzy z obu grup[3][4].